# Schloss Schwarzenberg (Sachsen)
Das Schloss Schwarzenberg ist aus einer mittelalterlichen Wehranlage hervorgegangen und prägt neben der St.-Georgen-Kirche das Bild der Großen Kreisstadt Schwarzenberg im sächsischen Erzgebirgskreis. Das auf einem Hügel stehende Bauwerk befindet sich seit den 1970er Jahren unter Denkmalschutz. Aufgrund seiner Bedeutung als Ausgangspunkt für die Besiedlung der Region und als Sitz der Bergverwaltung des Zinn- und Eisenerzbergbaus im Westerzgebirge ist das Schloss Schwarzenberg eine assoziierte Stätte der Montanregion Erzgebirge/Krušnohoří, die seit 2019 zum UNESCO-Welterbe gehört.

## Lage
Das Schloss liegt im Osten von Schwarzenberg auf einem markanten nach Osten gerichteten Bergsporn in einer Schleife des  Flusses Schwarzwasser.

## Geschichte
1310 wurde ein „Burgolt vonn Schwarczenbergk“ urkundlich erwähnt. Funde im Schlossareal werden dem 12. bis 17. Jahrhundert zugeordnet. Am 30. April 1969 wurde das Schlossareal als Burgstall in das Verzeichnis geschützter Bodendenkmale eingetragen.

### Baugeschichte und Beschreibung

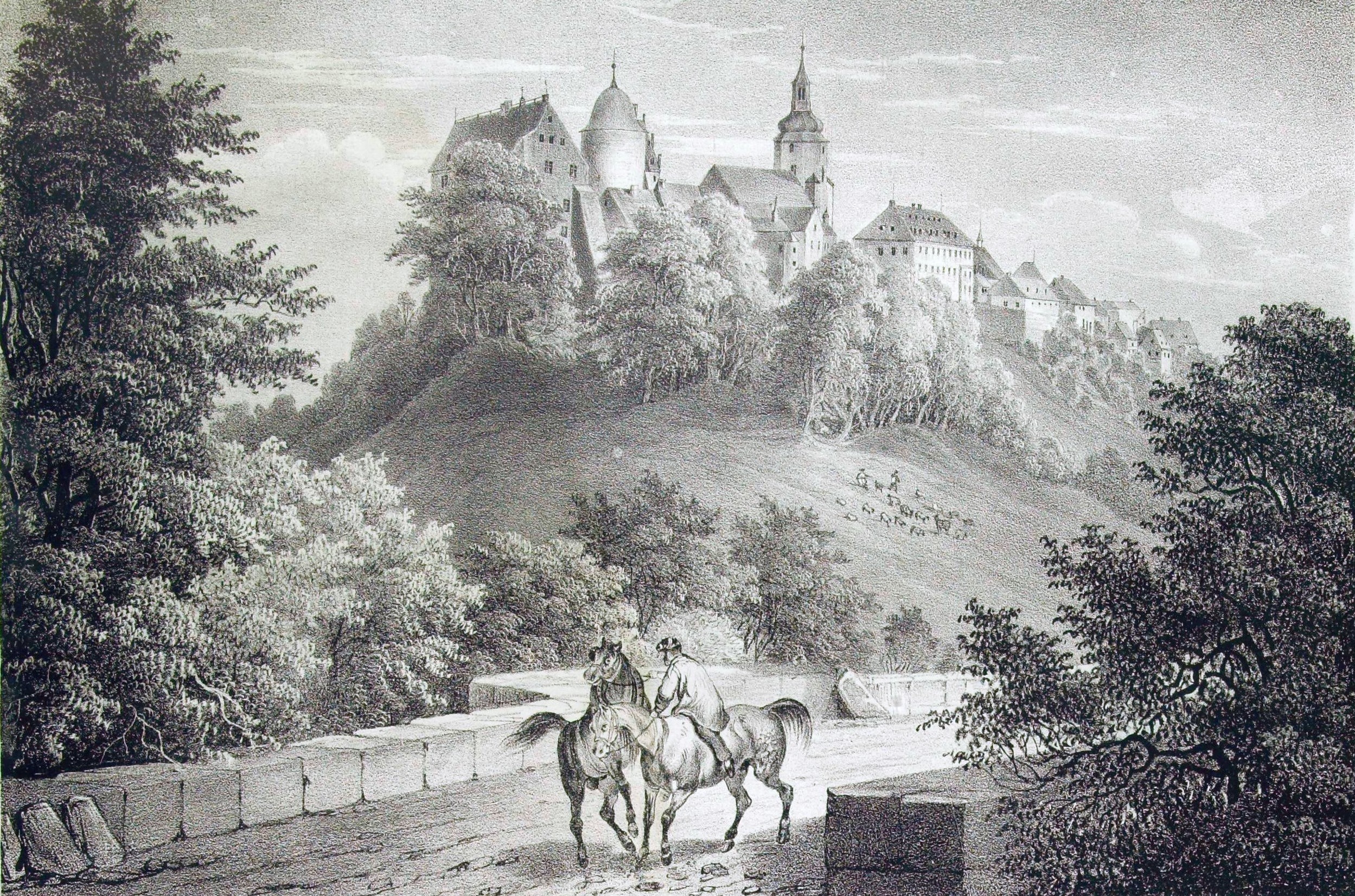
Ansicht um 1845

Das Schloss wurde im 12. Jahrhundert als Wehranlage gegründet und bildete den Ausgangspunkt für die Besiedlung von Schwarzenberg und der näheren Umgebung. Bereits 1433 war ein Schlossneubau hier erfolgt. Die einstige Burg erhielt ihre heutige Gestalt durch einen Umbau zum kurfürstlich-sächsischen Jagdschloss 1555 bis 1558 für Kurfürst August von Sachsen. In den Jahren 1851/52 wurden Bergfried und Südflügel erhöht, 1875/76 ein Verwaltungsgebäude angebaut.

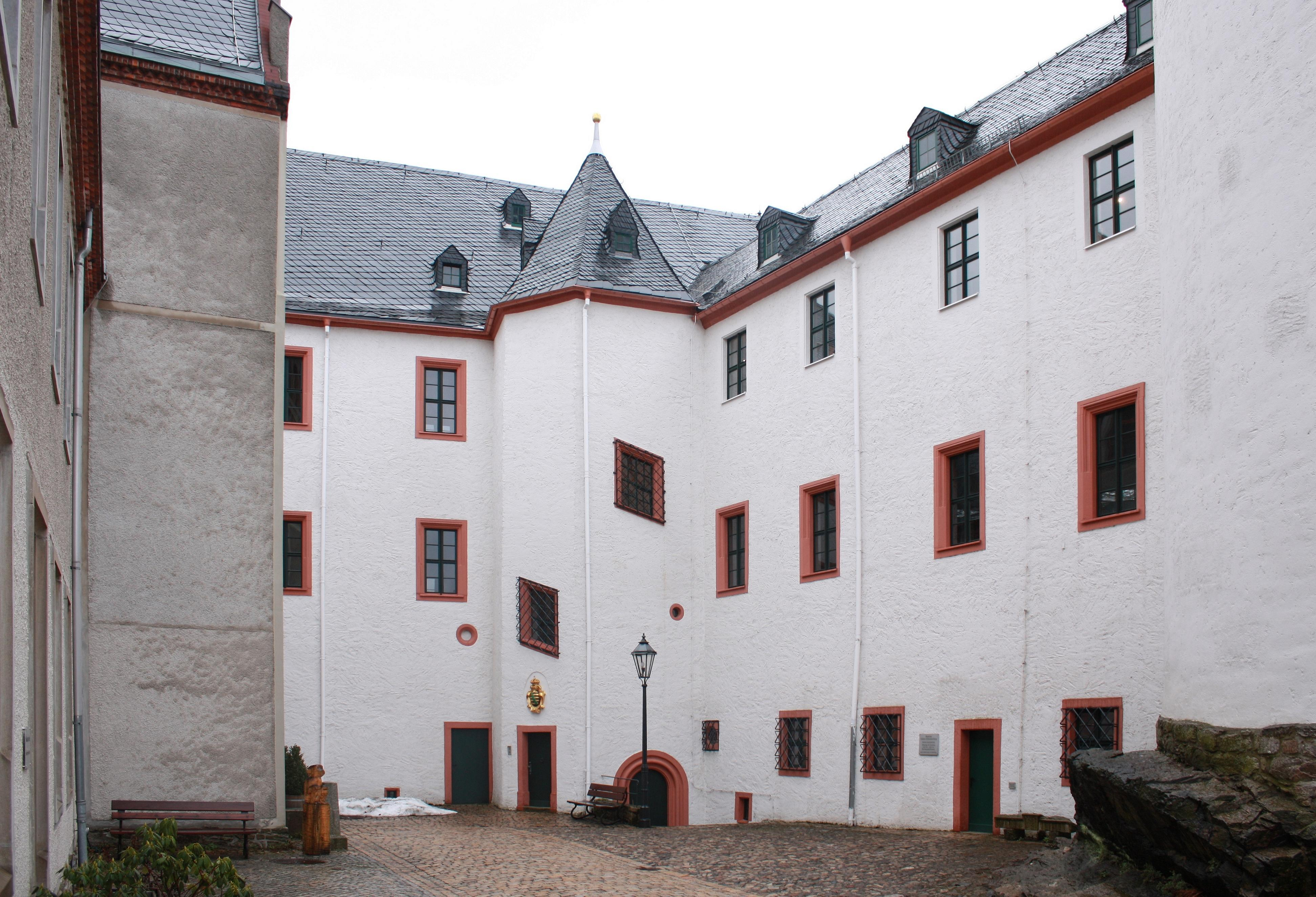
Schlosshof

Die dreiflügelige spätgotische Anlage umgibt einen nahezu rechteckigen Hof. Der Bergfried befindet sich im Westen, der Palas im Osten und ein Zwischenbau im Süden. Die ursprüngliche Ringmauer im Norden wurde durch ein Verwaltungsgebäude ersetzt. Der untere Teil des Bergfrieds stammt aus dem 12. Jahrhundert und bildet den ältesten Teil der Anlage. Er wurde Mitte des 19. Jahrhunderts um zwei Stockwerke erhöht und erhielt an Stelle der geschweiften Haube aus dem 16. Jahrhundert ein Kegeldach. Der dreigeschossige Turmstubenanbau im Westen des Bergfrieds hat auch einen spätgotischen Staffelgiebel. Dieser wurde vermutlich Ende des 15. Jahrhunderts errichtet und Ende der 1970er Jahre erneuert. Der Zwischenbau zum Palas wurde im Zuge des Umbaus 1555 bis 1558 aufgestockt und Mitte des 19. Jahrhunderts um zwei Stockwerke erhöht.
Am Palas befinden sich ein Eckturm im Nordosten und ein Wendelstein zum Hof aus dem 16. Jahrhundert. In beiden Obergeschossen sind teilweise mit Schnitzwerk versehene Holzbalkendecken und Rundbogenportale aus derselben Zeit erhalten. Im Erdgeschoss gibt es Ausmalungen aus dem 18. und 19. Jahrhundert. Die Schlossstube hat eine flache Stuckdecke und ornamental bemalte Fensterlaibungen. Das Obergeschoss ist mit Wandmalereien aus dem 18. und 19. Jahrhundert verziert. Der Schlosskeller ist, wie das mit Rundbogentüren mit profilierten Granitgewänden versehene Erdgeschoss des Südflügels, als Tonnengewölbe konstruiert. Der Staffelgiebel des neugotischen Verwaltungsgebäudes ist dem des Turmstubenbaus nachgestaltet.

## Nutzungsgeschichte

### Museum

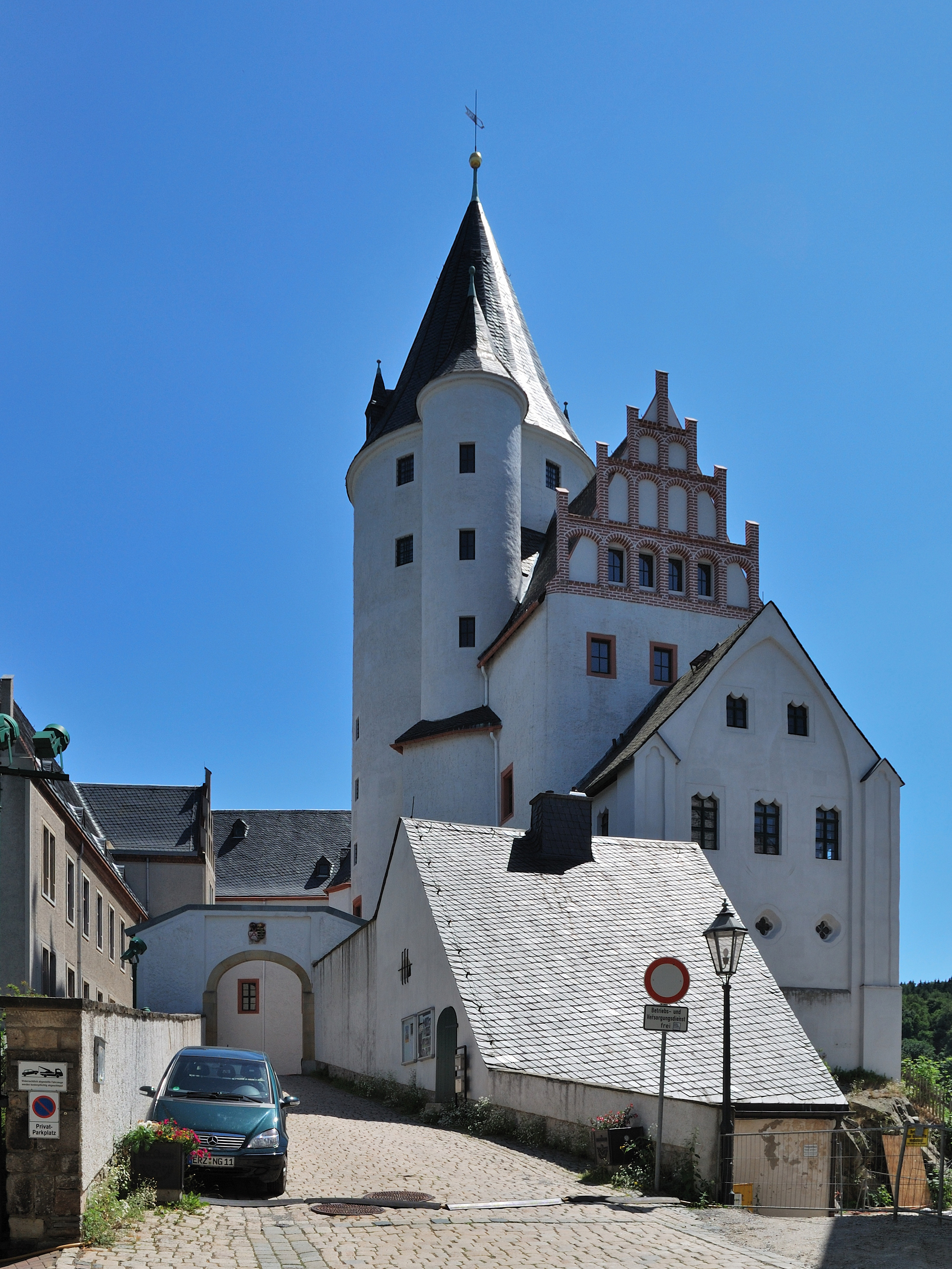
Bergfried und Tor

Im Schloss Schwarzenberg befindet sich seit 1954 das Museum der Stadt Schwarzenberg. 1957 wurde die erste Dauerausstellung zum Erzgebirgischen Eisen eröffnet, ihr folgten Ausstellungen über Nagelschmiede des 19. Jahrhunderts und Erzeugnisse der erzgebirgischen Gussstätten.
Nach umfangreichen Restaurierungsarbeiten unter der Leitung des Museumsdirektors Hans Becher wurde das Museum 1977 als Museum Erzgebirgisches Eisen und Zinn wiedereröffnet. Die Sammlungs- und Ausstellungsschwerpunkte sind die Schloss- und Stadtgeschichte, der Bergbau der Region, die kunsthandwerkliche Verarbeitung von Eisen und Zinn sowie die textile Spitze. 2006 wurde der Schlossturm mit einer Ausstellung zur Turm- und Justizgeschichte des Schlosses in das Museum integriert.
Zum Museum, das inzwischen den offiziellen Namen Perla Castrum trägt, gehört eine Präsenzbibliothek mit über 10000 Bänden bzw. ca. 6500 Buchtiteln überwiegend zur Geschichte der Region.
Die Ausstellung wird auf einer Gesamtfläche von 700 m² präsentiert und gliedert sich in verschiedene Stationen wie historische Technik, Regionalgeschichte und Bergbautradition. Außerdem gibt es einen Mitmachbereich, in dem eigene Schwibbögen oder Textilien hergestellt werden können.

### Ausgewählte Museumsexponate

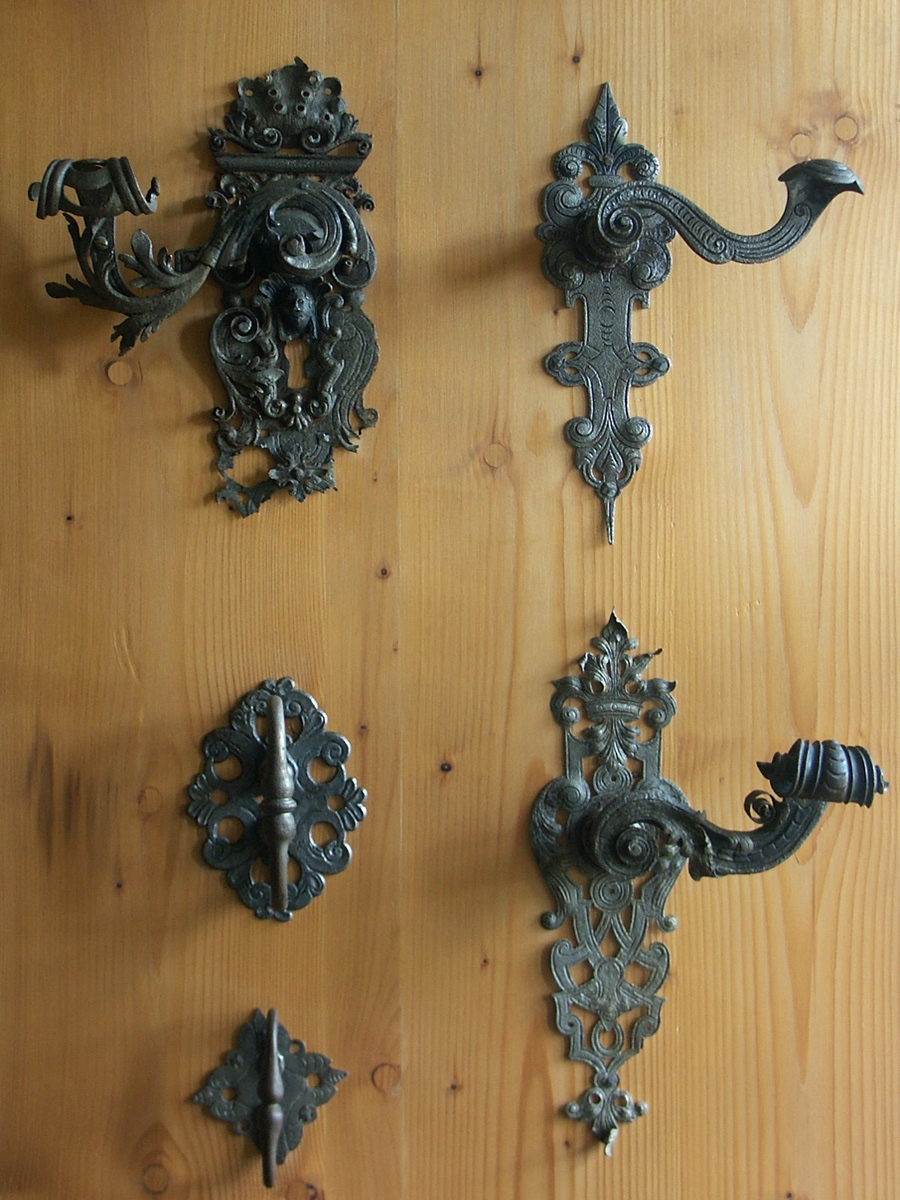
Schmiedearbeiten
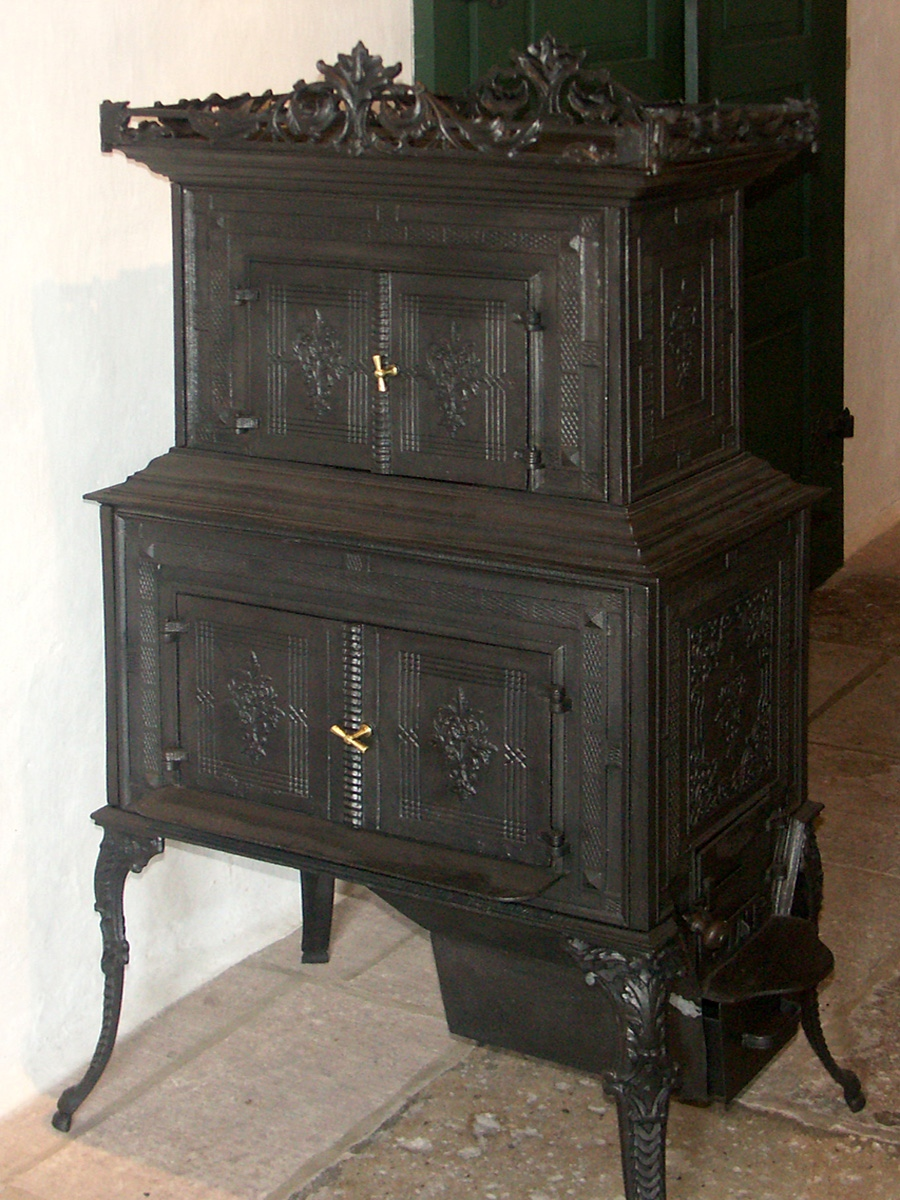
Gusseiserner Ofen
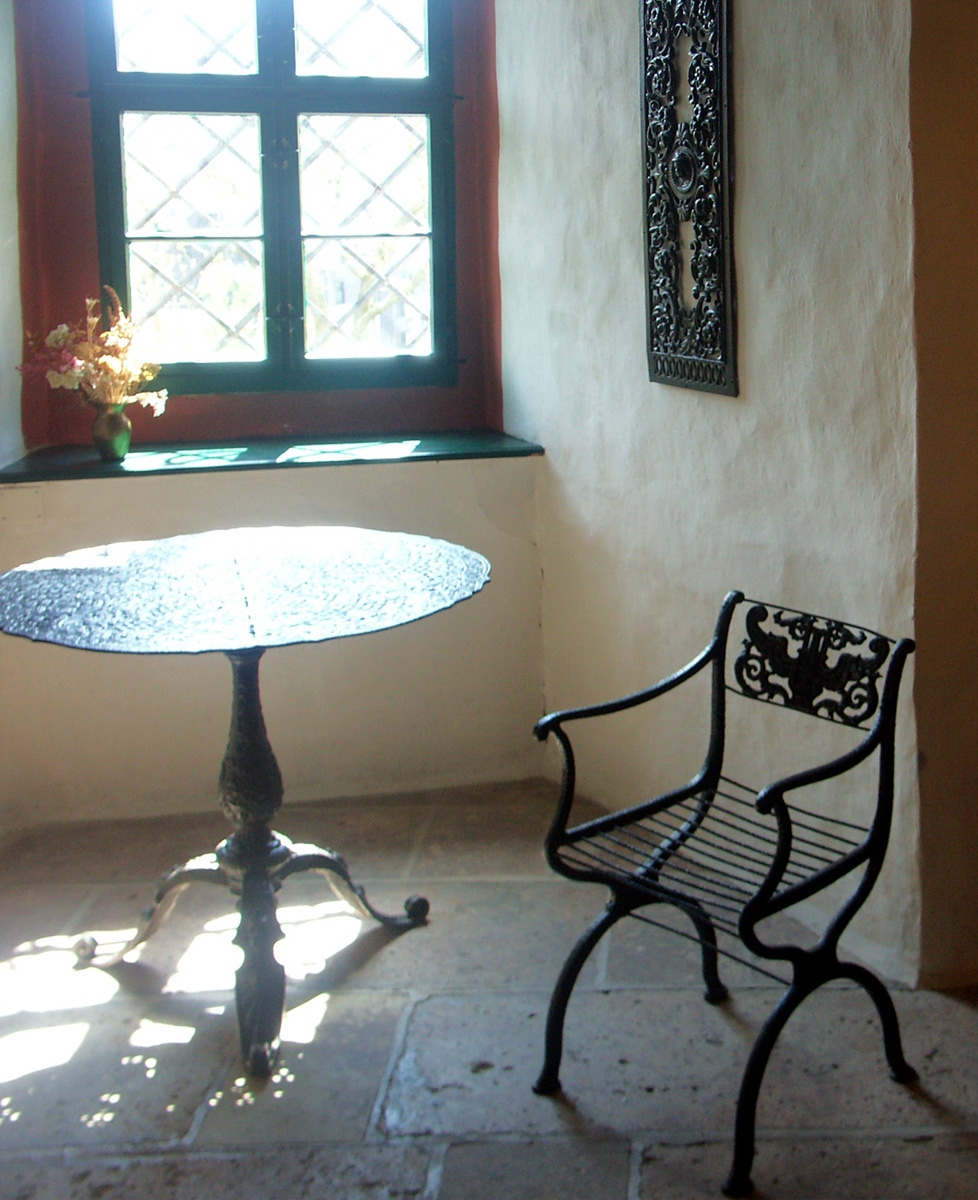
Eisenmöbel
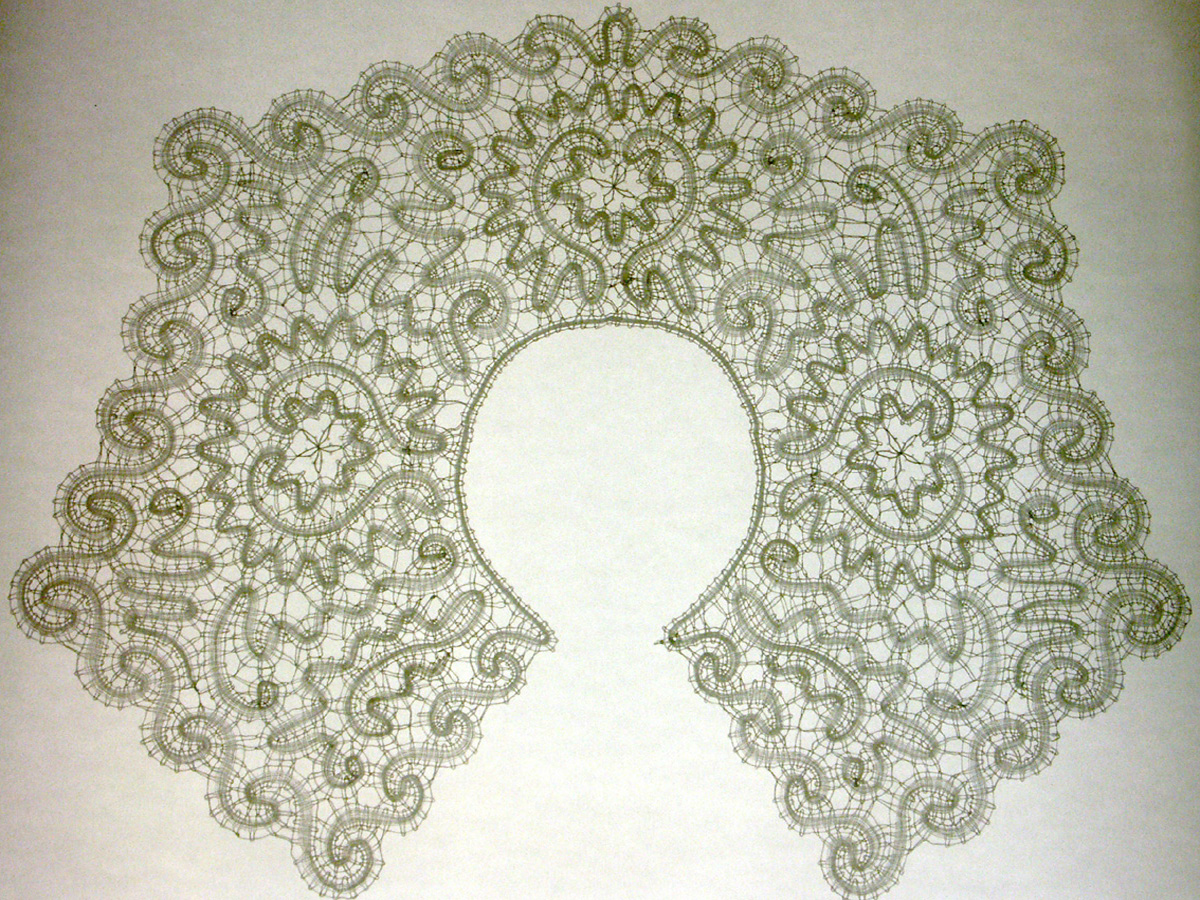
Klöppelkragen

### Andere Nutzungen
In den Räumlichkeiten gab es in früheren Zeiten ein Gericht mit angeschlossenem Gefängnis sowie eine Folterkammer und ein Verlies. – Dieser Bereich wird seit den 2020er Jahren für das Museum aufgearbeitet.
Andere Teile des Schlosses werden für Veranstaltungen wie Schlosskonzerte und von einer Volkskunstschule genutzt.